# 長岡安平
長岡 安平（ながおか やすへい、1842年8月10日（天保13年7月5日） - 1925年（大正14年）12月20日）は、日本の造園家、作庭家。また茶人で、「祖庭」と号した。日本人初の公園デザイナー。
明治初期から大正にかけて東京府の公園係長などとして活躍。数々の名園を生み出した。明治年代から大正初期に至る間の造園技術の第一人者、また公園行政官のパイオニア。日本の近代公園の先駆者。

## 人物
1842年（天保13年）肥前大村藩士として大村城下に生まれる。小さい頃から病弱だったため、藩士の子息に課された武芸等は嗜まず、そのためもっぱら動植物を好み、飼育や栽培等といった方面に才を見出していたという。
1870年（明治3年）郷土の先輩である楠本正隆に従って上京、1872年（明治5年）楠本が新潟県令に就任すると彼に従って新潟に赴く。楠本は新潟時代、新潟遊園（現在の白山公園）の築造計画をしているので、多くの公園研究者は長岡がこの公園の築造に関係したものとしているが、関連記録等は残されていない。
楠本は1875年（明治8年）12月からは東京府知事に就任。長岡も1878年（明治11年）に楠本に従って上京する。東京府土木掛に嘱託され、明治6年太政官布告によって生み出された東京府立公園や街路並木の改良新設を行っていた。以後、生涯に渡り公園や街路の計画設計、樹木植栽、工事及び維持管理等に従事した。
東京市発足に伴い、府立公園は1898年（明治31年）東京府より東京市に引き継がれたため、長岡も東京市役所に転職。市役所でも公園の仕事に関係した。1900年（明治33年）にいったん辞して翌年再任。この間は特に1897年（明治30年）に設置された公園改良取調員会の元、東京市区改正事業に伴い設置予定していた日比谷公園の設計案の作成にあたっていた。日比谷公園は結局本多静六らの設計によって1903年開園する。
1902年に逓信省営繕課に移り、逓信営繕が関わる諸官舎庭園の設計と監督指導に従事。1904年（明治37年）からは東京市嘱託になり、1914年まで東京市内の公園関係の職に従事した。つまり東京の公園業務には、1878年から1914年末まで40年間の長期にわたって関わった。1925年（大正14年）12月20日、芝白金三光町（現・港区白金台）の自宅において84歳で長逝する。墓地は青山霊園にある。
長岡の住まいは長く旧芝公園内にあった。旧居址の碑が東京市において長岡の部下として公園事業を手伝い、後に公園部長となった井下清らによって建てられたが、現在は消滅。
小林治人著『「設景」その発想と展開』では"長岡安兵衛"と記されている。
娘の夫に佐佐木茂索がいる。

## 設計思想
公園内に植える樹木や植物についてはその土地に適した「自然木」でなければならない、人の眼を楽しませる花弁花樹を必要とする、とした。地域の自然特色を生かす設計手法に努めた。また公園内の園路は主要なものは3-6間（5.45-10.91メートル）、細園路は1間（約1.82メートル）内外の幅員もたせること、坂道を設計する際は、かりに勾配が緩くても同一勾配を60間（1090.8メートル）以上続けてはならないので約30間（約545.4メートル）毎に2-3間（3.64-5.45メートル）以上の平地若しくは緩勾配地を置くこと、を述べている。さらに公園の設備については運動器具をとりいれること、また外柵を堅固にすることを強調している。また公園の設計には経営の方針を最初から考えるべきであるとした。材料では、特に石は安価な相豆石を好んだ。

## 庭園調査と設計
公園ばかりでなく公共庭園や個人庭園の設計まで依頼され、数多く作庭を行った。
(以下、大15、「祖庭長岡安平翁造庭遺稿」より)
1899年（明治32年）
- 広島県安芸郡中野村医師島通修氏庭園設計[8]
- 同県瀬戸田町得能氏庭園改築

1902年（明治35年）
- 逓信大臣官舎庭園設計嘱託
- 横手町斎藤万蔵氏別荘庭園改造[8]
- 根岸町長沼氏庭園設計
- 掛札右衛門氏邸庭園設計[8]
- 里見村武藤吉右衛門氏庭園改造
- 里見村高橋慶蔵氏庭園改造
- 福地村福岡利兵衛氏別邸庭園設計
- 笠岡村前貴族院議員金沢松右衛門氏邸宅移転地調査
- 秋田市辻家呉服店庭園設計
- 秋田市倶楽部庭園改修設計[8]

1903年（明治36年）
- 広島練兵場内戦死者紀念碑庭設計
- 広島市日本赤十字社広島支社庭園設計[8]

1904年（明治37年）
- 広島及瀬戸田町得能善兵衛氏庭園築造
- 京都市出町今手町青山長祐氏別荘庭園設計[8]

1906年（明治39年）
- 逓信者ノ命ニ依リ朝鮮出張(四十一年帰京)
- 官舎庭園設計

1907年（明治40年）
- 秋田県飯詰村江畑氏庭園設計ノ為メ出張

- 角筈銀世界ヲ芝公園ニ移ス

1908年（明治41年）
- 朝鮮出張京城通信局官舎庭園設計

1909年（明治42年）
- 大本山永平寺参拝、境内庭園設計ニ付意見ヲ述ブ
- 福井市ニ於ケル東京林屋旅館別荘予定地調査

1910年（明治43年）
- 秋田市那波氏別荘庭園模様替設計並ニ施工[8]
- 高梨村池田氏庭園設計（旧池田氏庭園（秋田県大仙市）[6]）
- 館合土田彦七（土田万助）氏庭園築造監督[8]
- 六郷町寺田隆造氏庭園設計[8]
- 渡辺氏（区会議員）邸庭園設計[8]
- 小樽藤山要吉邸庭園設計[8]

1911年（明治44年）
- 鑁阿寺境内設計
- 代議士才賀藤吉氏ノ依嘱ニ依リ岐阜県美濃町、小倉公園設計
- 秋田市赤字十支社庭園設計
- 那波氏別邸庭園手入施工
- 大曲町池田礼治氏庭園築造監督並ニ建築ニ付協議（旧池田氏庭園払田分家庭園（秋田県大仙市）[6][9]）
- 飯詰町江畑氏建築ニ関スル件協議並ニ庭園手入施工
- 盛岡銀行庭園設計
- 商船学校庭園設計
- 兵営中偕社庭園設計[8]
- 金田一勝定氏邸庭園設計[8]
- 大矢福士氏邸庭園設計[8]

1912年（明治45年）
- 松平頼寿伯爵染井別邸庭園設計
- 飯詰村江畑新太郎氏庭園施工

1912年（大正元年）
- 池田侯爵邸庭園設計（東郷神社神池[10]）
- 竹内明太郎氏庭園設計
- 麻布鮫島邸庭園設計
- 上目黒津村氏別邸庭園設計
- 江ノ島曾根男爵記念碑設計
- 一ノ宮住吉神社神苑、熱田神社

1913年（大正二年）
- 長門国一ノ宮住吉官幣社神苑設計

1914年（大正三年）
- 警察部長官舎庭園改良設計
- 相馬子爵邸庭園設計（東京目白の相馬家、新宿区立おとめ山公園[6]）

1915年（大正四年）
- 徳川公爵邸庭園設計
- 辰沢氏庭園設計

1916年（大正五年）
- 尾崎男爵邸庭園設計並施工
- 百花園改造設計
- 多久男爵庭園設計
- 水戸常盤神社神苑設計
- 佐久間鉄園画伯鎌倉別邸庭園設計
- 上大崎湯河氏庭園設計並施工
- 上大崎下岡忠治氏庭園設計並施工

1917年（大正六年）
- 外摩川田男爵別邸庭園設計或施工
- 山田真矢氏庭園及別邸設計並施工

1918年（大正七年）
- 磯部保次氏鎌倉別邸庭園設計
- 埼玉県菊地氏庭園設計

1919年（大正八年）
- 桜木町駅前設計
- 戸塚松平男爵邸庭園設計
- 牛込土田氏別邸庭園設計
- 長岡市へ出張 赤坂戸村氏庭園設計
- 大橋新太郎氏邸及別邸庭園設計
- 金沢松右衛門氏別邸庭園設計
- 小田原吉野氏別邸庭園設計

1920年（大正九年）
- 服部金太郎氏大森別邸設計並施工
- 滝野川正田氏庭園設計並施工
- 青森八戸公園及秋田県公会堂庭園設計ノ為メ出張
- 池田滝一氏庭園設計並施工
- 谷垂伊藤公墓前改造設計並施工
- 高松義人氏庭園設計

1921年（大正十年）
- 盛岡電気工業株式会社経営台ノ湯温泉地設計
- 芝浦細川氏庭園設計

## 担当した公園
全国各地の公園の発展にも寄与した。その数は40数ケ所に及んでいる。
- 飛鳥山公園改修。1878年。以後浅草など東京各所の公園改修を手がける[11][12]。
- 皇城濠端11柳並木ノ挿木（明治21年）
- 浅草公園六区および仲見世地区の修景（浅草公園六区埋立並--見世物ヲ整理之見世ヲ整理シテ煉瓦造リ家屋ヲ新築ス、東京都）。1879年
- 大村公園（長崎県大村市）の桜植樹[13] 1884年
- 坂本公園（現坂本町公園[14]、東京都）1889年[15][16]。
- 浅草公園内渓流滝設計（東京都）[12] 芝公園内渓流滝設計（東京都）など[6]。1905年（明治38年）。
- 芝公園芝園橋内ヨリ赤羽根橋間改良（紅葉谷[17][18]、明治41年）
- 今戸公園（東京都）1915年[18]
- 虎ノ門公園（東京都）1915年[18]
- 数寄屋橋公園（東京都）1915年[18]
- 湯島公園渓流及滝（東京都）1916年（大正4年）[18]
- 向島百花園改修[12]（東京都）1917年（大正5年）

また東京のほかに全国から設計が依頼されて指導に当たる。
- 千秋公園設計（秋田市）1896年（明治29年）[6][19][20][21]
- 比治山公園[22]、江波公園（現・江波山公園[22]）設計（広島市出張(途中金沢兼六園視察)市ノ依嘱依リ、1899年（明治32年）
- 横手町平鹿郡公会堂及公園設計[2]（横手公園[6][19]） 1902年（明治35年）[4]
- 本荘町新山公園（本荘公園）、予定地調査～設計[23]、1902年（明治35年）
- 千秋公園手入設計 1902年（明治35年）
- 能代町山本公園設計[2]（能代公園[24][19]）1902年（明治35年）
- 厳島公園[25](彼杵11廻り七月帰京) 1903年（明治36年）
- 比治山公園手入設計[17] 1903年（明治36年）
- 岩手公園（盛岡市）[17][26][27]1906年（明治39年）
- 大通公園（札幌市）1907年から1909年[28][29][30]
- 合浦公園改良（青森市）[17]1908年
- 八戸公園[22]（八戸市 大正9年改良）1908年
- 足羽山公園（福井市）1908年[31][32]
- 足羽山公園築造及三秀園調査[5][33]（福井市） 1909年（明治42年）
- 高知公園 1909年[6][34]
- 種崎公園（高知市） 1909年
- 五台山公園設計[34] 1909年（明治42年）
- 土崎公園（土崎街区公園）（秋田市）1910年[2]
- 花園公園（小樽公園、北海道小樽市）1910年[35][36][37][38]
- 手宮公園（北海道小樽市）1910年[37][39][38]
- 大官公園（静岡県）1910年
- 伊勢崎公園（現・華蔵寺公園[22]）同公園紅葉坂附近ヨリ瑠璃光寺附近改良（群馬県伊勢崎市）1910年
- 六合町白山公園予定地調査
- 中島公園（北海道札幌市）1910年[40][41][42]
- 卯辰山公園設計[43]（金沢市出張し、同市及県ノ嘱託-一テ）
- 兼六園改修 石川県ノ嘱託ニテ兼六公園改良工事設計（金沢市及岐阜県出張(同月帰京)（金沢市）[8] 1911年
- 小倉公園（岐阜県美濃市）1911年[44]
- 千秋公園改修（秋田市）1911年
- 金照寺山公園案[45]（秋田市）1911年
- 高岡公園（現・高岡古城公園[6]、高岡市）1911年
- 館花公園（秋田県横手市増田町）1911年[9]
- 秋田十文字公園調査 1911年
- 八幡公園調査 1911年
- 金華山公園（現・岐阜公園[22]、岐阜市）1912年
- 美濃町公園竣工11付検分[44] 1912年
- 中蒲原郡加茂町公園設計 1912年（大正元年）
- 西山公園 (鯖江市) 1913年[31][32][33]
- 舞鶴公園調査（現・舞鶴城公園、甲府市）1915年[46]
- 太田公園（現・遊亀公園[22]、甲府市）1915年
- 躑萄崎公園（甲府市）1915年
- 岐阜県養老公園設計[6] 1915年
- 呉公園（呉市）1916年（大正4年）
- 白河南湖園改良設計[6]
- 真人公園（秋田県横手市）1918年[47][48][49][19]
- 悠久山公園（新潟県長岡市） 1918年[6]
- 兵庫県ノ依嘱ニ依リ明石公園設計[6] 1918年
- 明石公園（明石城址[46]）二出張 1922年（大正8年）
- 臺遊園（釜淵公園, 岩手県花巻市）1922年（大正8年）[50]
- 福井県ノ依嘱11依リ敦賀公園（松原公園[31][32][33]）設計 1922年（大正8年）
- 雁の里山本公園（秋田県飯詰村）1923年（大正12年）[51][52]